# Kommunale Wirtschaftsförderung
Oberstes Ziel der Kommunalen Wirtschaftsförderung in Deutschland ist die Stärkung der Wirtschaftskraft und die Schaffung neuer Arbeitsplätze auf kommunaler Ebene. Aufgrund der beschäftigungspolitischen, steuerlichen, infrastrukturellen und imagerelevanten Effekte gilt sie als ein zentrales Element für Wachstum, Lebensqualität und Wohlstand in Städten, Gemeinden und Regionen. Die Einrichtung einer kommunalen Wirtschaftsförderung wird als freiwillige Aufgabe der kommunalen Selbstverwaltung in eigener Verantwortung wahrgenommen und in eigener Form gestaltet. Wichtigste Aufgabenschwerpunkte sind die umfassende Bestandsentwicklung, die Akquisition neuer Firmen und die Förderung von Existenzgründungen. Je nach Größe der Stadt bzw. Gemeinde, Standortgegebenheiten oder spezifischen Zielsetzungen bzw. Handlungserfordernissen finden sich in der Praxis jedoch unterschiedlichste Schwerpunktsetzungen und konkrete Aufgabenstellungen. Während die Bestandsentwicklung bzw. -pflege auf die Schaffung optimaler Rahmenbedingungen für unternehmerisch erfolgreiches Handeln vor Ort ausgerichtet ist, um Firmen und Arbeitsplätze zu binden, sollen im Rahmen von Akquisition durch gezielte Ansprache gesamte Betriebe oder Teile davon zur Ansiedlung in sog. Gewerbeparks bewogen werden. Oberste Priorität bei den zu bearbeitenden Themenfeldern der kommunalen Wirtschaftsförderung haben in der Regel die Vermittlung und Entwicklung von Gewerbe- und Industrieflächen sowie das Standortmarketing nach innen und außen. Angesichts der begrenzten Verfügbarkeit von qualifizierten Arbeitskräften gewinnt das Thema Fachkräftebedarf als zukünftiges Handlungsfeld an Bedeutung. Die Kommunale Wirtschaftsförderung ist den persuasiven Instrumenten der Regionalentwicklung zuzuordnen.

## Organisationsformen
Es gibt keine rechtlichen Vorschriften oder Vorgaben, in welcher Form Städte, Gemeinden und Kreise ihre kommunale Wirtschaftsförderung ausführen sollen. Sie erfolgt auf freiwilliger Basis, selbstständig und eigenverantwortlich. In Abhängigkeit von den jeweiligen Rahmenbedingungen variiert die Organisation hinsichtlich Größe, Struktur, Leistungsspektrum sowie finanzieller und personeller Ausstattung.
Die Wahrnehmung der dem Bereich der kommunalen Wirtschaftsförderung zuzuordnenden Aufgaben ist unterschiedlich ausgeprägt. Generell ist zu trennen, ob die Beschäftigten bzw. die Einrichtung der Wirtschaftsförderung als Teil der Verwaltung agieren oder ob sie in einem von der Kommune ausgegliederten Unternehmen in GmbH-, AG-, e. V.- oder AöR-Form organisiert sind. Möglich ist auch, dass Leistungen durch interkommunale Kooperationen bzw. durch die Einbindung privater Dritter als privatrechtliche Einheiten Lösungen erbracht werden.

## Aktionsfelder und Schwerpunkte
Standortentscheidungen von Unternehmen hängen zu einem entscheidenden Teil von der Qualität der lokalen und regionalen Bedingungen ab. Somit kommt Wirtschaftsförderung als kommunalpolitischem Steuerungselement die verwaltungsübergreifende Querschnittsaufgabe zu, den lokalen und regionalen Rahmen für erfolgreiches wirtschaftliches Handeln mitzugestalten. Im Idealfall gelingt es, durch die kontinuierliche Weiterentwicklung von Strategien, Projekten und Leistungen den Standort für Unternehmen nachhaltig zukunftsfähig zu machen.
Kommunale Wirtschaftsförderung fungiert als Dienstleister, Moderator, Koordinator, Krisenmanager, Lotse und Projektinitiator auf zahlreichen Gebieten. Der Fokus liegt auf der Bestandsentwicklung bzw. -pflege, also auf der Begleitung ortsansässiger Unternehmen durch bedarfsgerechte Dienstleistungen und Services. Diese sind unter anderem auf die richtigen Rahmenbedingungen in Form von ausreichenden Ansiedlungs- und Entwicklungsflächen, auf die Schaffung eines attraktiven Umfelds durch so genannte „weiche Standortfaktoren“ und auf die Begleitung bei Behörden-Angelegenheiten ausgelegt.
Zu den wichtigsten Themenfeldern der kommunalen Wirtschaftsförderung gehören die Vermittlung und Entwicklung von Gewerbe- und Industrieflächen, die Einzelhandelsentwicklung, die Gründungsförderung und das Standortmarketing. Neben diesen konventionellen Aufgaben sieht sich die Wirtschaftsförderung mit einer Vielzahl weiterer Herausforderungen konfrontiert, deren Bewältigung für jeden Wirtschaftsstandort von großer Bedeutung ist. Es handelt sich beispielsweise um die Bereiche Arbeitsmarktpolitik und Fachkräftegewinnung, Bildung und Qualifizierung, Innovations- und Technologieförderung, Cluster und Netzwerke und um das Regionalmanagement. Sie werden überwiegend nur auf regionaler Ebene und in Einzelfällen auf Ebene der Kreise und kreisfreien Städte federführend wahrgenommen. Sinnvoll ist, dass sich Wirtschaftsförderungen aller Ebenen zu diesen Themen verständigen und zusammenwirken.

## Finanzierung
Zirka drei Viertel der Wirtschaftsförderungs- und Entwicklungsgesellschaften finanzieren sich im Wesentlichen über Zuschüsse der Gesellschafter. Eigene Einnahmen erzielen die Gesellschaften insbesondere aus der Erschließung und dem Verkauf von kommunaleigenen oder privaten Gewerbeflächen, aus der Vermittlung von Gewerbeflächen, dem Betrieb von Technologie- und Gründerzentren, Beratungsleistungen und Dienstleistungen im Bereich des Projektmanagements. In weniger Fällen treten Gesellschaften auch als Betreiber von Parkhäusern, Kongresshallen und Anbieter von Seminaren und Weiterbildungsträger auf.

## Interessenvertretungen
Bundesweit sind zirka 140 ausgegliederte kommunale Wirtschaftsförderungseinrichtungen dem Deutschen Verband der Wirtschaftsförderungs- und Entwicklungsgesellschaften e. V. (DVWE) angeschlossen. Der Dachverband treibt den Erfahrungsaustausch unter den Mitgliedern voran und greift als Interessenvertretung aktuelle und zukunftsorientierte Themen der Wirtschafts-, Struktur- und Standortförderung auf. Dabei arbeitet der DVWE mit den kommunalen Spitzenverbänden Deutscher Städtetag, Deutscher Städte- und Gemeindebund und Deutscher Landkreistag zusammen.